# أليكسيس لافين
ألكسيس لافين (26 مارس 1812-21 فبراير 1886) كان خياطاً ومخترعاً فرنسياً. اخترع المانيكان وشريط القياس المرن.
في عام 1841 أسس أول مدرسة أزياء في العالم باسم (Guerre-Lavigne) والتي أصبح اسمها اسمود في عام 1976.